# Prêmio Pushkin
O Prêmio Pushkin ( em russo: Пушкинская премия   ) foi um prêmio literário criado em 1881, pela Academia de Ciências da Rússia, para reconhecer escritores russos que tenham alcançado os mais altos padrões de excelência literária. Homenageia um dos maiores poetas russos, Alexander Pushkin (1799–1837). O prêmio foi descontinuado durante o período soviético, sendo restaurado pela Fundação Alfred Toepfer em Hamburgo, como o Alfred Toepfer Pushkin Prize.  Em 1995, o Prêmio Estatal Pushkin foi estabelecido por um decreto de Boris Yeltsin, tendo Vladimir Sokolov como o primeiro laureado. Em 2005, o Novo Prêmio Pushkin foi estabelecido pelo Fundo Aleksander Zhukov, bem como pelos museus Pushkin e Mikhaylovskoye. Em 2017, o Concurso Internacional de Criação "World Pushkin" foi estabelecido pela Fundação Russkiy Mir, pelo Memorial Literário Estatal A. Pushkin e Museu Natural-Reserva Boldino, para celebrar trabalhos criativos inspirados pelo legado de Pushkin.

## Lista de laureados
- Yakov Ponlonsky (1819–1898)
- Apollon Maikov (1821–1897)
- Nikolai Kholodkovsky (1858–1921)
- Konstantin Stanyukovich (1843–1903)
- Ivan Bunin (1870–1953) (ganhou em 1903 e 1909)
- Anton Tchekhov (1860–1904)
- Mirra Lokhvistskaya (1869–1905)
- Aleksandr Kuprin (1870–1938)
- Ferdinand de la Bart (1870–1915)

### Prêmio Alfred Toepfer Pushkin
- Andrey Bitov (1990)
- Lyudmila Petrushevskaia (1991)
- Fazil Iskander e Oleg Volkov (1992)
- Dmitri Prigov e Timur Kibirov (1993)
- Bella Akhmadulina (1994)
- Semyon Lipkin (1995)
- Sasha Sokolov (1995, 1996)
- Anatoly Zhigulin (1996)
- Viktor Astafyev (1997)
- Vladimir Makanin (1998)
- Oleg Chukhontsev e Alexander Kushner (1999)
- Yuri Mamleev (2000)
- Yevgeny Rein (2003)
- Boris Paramonov (2005)

#### Prêmio Yeltsyn Pushkin
- Vladimir Sokolov (1995)
- Anatoly Zhigulin (1996)
- Alexandre Kushner
- Vadim Shefner
- Novela Matveeva
- Igor Shklyarevsky

#### O Novo Prêmio Pushkin (2005–presente)
- Sergey Bocharov (2005)
- Yuri Kublanovski (2006)
- Alexey Lukyanov (2006)
- Dmitry Novikov (2007)
- Viatcheslav Pyetsukh (2007)
- Valerya Pustovaya (2008)
- Gleb Gorbovsky (2008)
- Oleg Sivun (2009)
- Luis Freixial (2009; prémio recusado)
- Valery Popov (2009)
- Valentin Kurbatov (2010)
- Irina Rodnyanskaya (2010)
- Vera Milchina (2011)
- Ildar Abuzyarov (2011)

#### Concurso Internacional de Criação "World Pushkin" (2017–presente)
- Lionenko Daria Sergeevna (Rússia) (2017)
- Suslikov Anton Ivanovich (Rússia) (2017)
- Troshchinskaya-Stepushina Tatyana Evgenievna (Bielorrússia) (2017)
- Antonova Valeria Borisovna e Shulenko Elizaveta Alekseevna (Hungria, Budapeste, EUA) (2017)
- Dang Thi Thu Huong (Vietnã, Cidade de Ho Chi Minh) (2017)
- Vien Kieu Nga (Vietnã, Ha Giang) (2017)
- Abzhueva Julia (Rússia, Yekaterinburg) (2017)